# Kispehelysúly
A kispehelysúly (nagyharmatsúly) súlycsoport az profi  ökölvívásban
A felső súlyhatár 122 font (55,3 kg).

## A nagy világszervezetek kispehelysúlyú világbajnokai
| WBA                            | WBC                     | IBF                         | WBO                            |
| Nehomar Cermeno 25-5-1 (15 KO) | Rey Vargas 33-0 (22 KO) | Daniel Roman 27-2-1 (10 KO) | Emanuel Navarrete 27-1 (23 KO) |
| Szuperbajnok                   |                         |                             |                                |
| Daniel Roman 27-2-1 (10 KO)    |                         |                             |                                |